# غريت غيددينغ (كامبريدجشير)
غريت غيددينغ (بالإنجليزية: Great Gidding)‏ هي قرية و أبرشية مدنية تقع في المملكة المتحدة في إنجلترا.